# نارنج مرسيني
النارنج المرسيني (الاسم العلمي: Citrus myrtifolia) هو نوع من الحمضيات ذات أوراق تشبه تلك الموجودة في الآس، وهي شجرة مدمجة بأوراق صغيرة ولا تحتوي على أشواك، وتنمو حتى ارتفاع ثلاثة متر (10 قدم)، توجد في مالطا وليبيا وجنوب فرنسا وإيطاليا (في لغرية، وسفونة، وتسكانة وصقلية وقلورية).